# Alexandr Pavlovič Alexandrov
Alexandr Pavlovič Alexandrov (rusky Александр Павлович Александров, * 20. února 1943 Moskva) je bývalý sovětský kosmonaut (resp. od roku 1991 kosmonaut Ruska) z orbitálních stanic a Sojuzů a dvojnásobný Hrdina Sovětského svazu (23. listopadu 1983 a 29. prosince 1987).

## Počátky
Alexandr Alexandrov pochází z Moskvy, je ruské národnosti. Oba jeho rodiče pracovali v konstrukční kanceláři Koroljova už před II. světovou válkou. Alexandr po základní a střední škole absolvoval povinnou základní vojenskou službu, pak roku 1964 nastoupil do Koroljovovy konstrukční kanceláře jako technik. Při tom absolvoval večerní studium na Baumanově moskevské vysoké technické škole, zdárně jej ukončil v roce 1969. Poté byl přijat ke konstrukci řídících soustav kosmických přístrojů. Stal se postupně inženýrem, starším inženýrem, náčelníkem skupiny konstruktérů.
Roku 1970 vstoupil do komunistické strany. Angažoval se v Komsomolu, v letech 1970–1974 byl členem jeho ústředního výboru a předsedal Radě mladých vědců při ÚV Komsomolu.
Projevil zájem o kariéru kosmonauta, 4. března 1974 obdržel souhlas hlavní lékařské komise, ale do oddílu kosmonautů NPO Eněrgija byl zařazen až 8. prosince 1978. Dvouletý základní výcvik absolvoval v Eněrgiji.

## Lety do vesmíru
V červnu 1981 byl s Vladimirem Džanibekovem, později zaměněném Vladimirem Ljachovem, jmenován do rezervní (třetí) posádky 1. základní expedice na Saljut 7. V této, i ve všech dalších posádkách zastával, jak bylo pro kosmonauty z Eněrgije pravidlem, funkci palubního inženýra. Po úspěšném zahájení expedice v květnu 1982 dvojice Ljachov, Alexandrov postoupila do role náhradníků 2. základní expedice. Ta se však nedokázala spojit se stanicí (let Sojuzu T-8 v dubnu 1983). Ljachov a Alexandrov pak postoupili na první místo v pořadí.
K orbitální stanici Saljut 7 vzlétl 27. června 1983 v lodi Sojuz T-9, společně s ním z kosmodromu Bajkonur odstartoval Vladimír Ljachov. Na stanici pracovali jako druhá základní posádka. U Saljutu 7 byl zároveň připojen Kosmos 1443 jako nákladní loď, po čase jej vystřídal se zásobami Progress 17 a po neplánovaném prodloužení letu i Progress 18. Během letu dvakrát vystoupil do vesmíru, celkem na 5 hodin a 44 minut, let trval 149 dní, 10 hodin a 46 minut. 23. listopadu 1983 pak kosmonauti v pořádku přistáli v kabině s padáky na Zemi.
V září 1984 se s Alexandrem Viktorenkem a Jevgenijem Salejem stal členem záložní posádky 5. základní expedice na Saljut 7, v březnu 1985 však přešel do zálohy (velitelem posádky byl Leonid Popov) pro „opravářskou“ expedici, která odstartovala v Sojuzu T-13 začátkem června 1985. Od listopadu 1985 cvičil opět s Viktorenkem v záloze 1. základní expedice na stanici Mir. V prosinci 1986 byl k Viktorenkovi a Alexandrovovi přiřazen Syřan Muhammed Ahmad Fáris a vzniklá trojice určena 1. návštěvní expedicí na Mir.
Do vesmíru trojice odstartovala z Bajkonuru 22. července 1987 v Sojuzu TM-3. O dva dny později se spojili s Mirem, Alexandrov v 2. základní posádce zaměnil Alexandra Lavejkina, který musel přerušit let v důsledku zdravotních problémů, a po několikadenním společném pobytu na Miru Viktorenko, Lavejkin a Fáris přistáli 30. července 1987 v Sojuzu TM-2. Alexandrov a Romaněnkem zůstali na stanici až do prosince 1987, kdy je vystřídali Vladimir Titov a Musa Manarov z 3. základní expedice. Podruhé strávil ve vesmíru 160 dní, 7 hodin a 17 minut.
- Sojuz T-9, Saljut 7, Sojuz T-9 (27. června 1983 – 23. listopadu 1983)
- Sojuz TM-3, Mir, Sojuz TM-4 (22. července 1987 – 29. prosince 1987)

## Po letech
Nový rok po přistání strávil na kosmodromu se svou rodinou a do Hvězdného městečka se vrátil 12. ledna 1988. V Kremlu byli všichni kosmonauti vyznamenáni 18. ledna 1988.
V květnu – červenci se připravoval k třetímu kosmickému letu jako člen „kazašské“ návštěvní expedice na Mir, s Valerijem Korzunem a Toktarem Aubakirovem, ale po sloučení „kazašské“ a „rakouské“ návštěvní expedice z posádky vypadl. O dva roky později, 26. října 1993, odešel z oddílu kosmonautů. Už od roku 1987 byl vedoucím Letové služby RKK Eněrgija, ve funkci zůstal do 30. října 2006, kdy přešel na místo poradce prezidenta společnosti.
Pracoval ve Federaci kosmonautiky SSSR, byl též viceprezidentem ruské pobočky Asociace výzkumníků kosmu (The Association of Space Explorers). Roku 1995 neúspěšně kandidoval do Státní dumy.
Alexandr Alexandrov je ženatý, manželka pracovala také v Eněrgiji, narodil se jim syn Sergej (1977–2000) a dcera Irina (1982).